# Taraxacum ziwaschum
Taraxacum ziwaschum — вид рослин з родини айстрових (Asteraceae), поширений у Молдові, Україні, Росії.

## Поширення
Поширений у Молдові, Україні, Росії.